# 아랍어 로마자 표기법
아랍어 로마자 표기법은 표준 아랍어나 아랍어의 방언을 라틴 문자로 나타내기 위한 다양한 방법들이다. 아랍어의 로마자 표기는 이름이나 제목의 전사, 아랍어 문헌 정리나 학술 문헌, 언어 교육 등 다양한 공식적 목적으로 쓰일 수 있으며, 이러한 경우 발음 구별 기호가 쓰이는 특징이 있다. 한편 아랍 문자를 입력하기 번거로워 로마자와 숫자를 통해 구어체 아랍어를 표기하는 아랍어 인터넷 알파벳 등 비공식적 수단도 사용된다.
아랍어에는 로마자로 나타내기 어려운 몇 가지 특징들이 있으며, 이는 다양한 표기법들이 파생된 원인 중 하나이다. 예를 들어 영어를 비롯한 유럽 언어에 존재하지 않는 음소들이 있으며, 표기는 하나지만 문맥에 따라 발음이 다양한 아랍어 정관사가 있으며, 아랍 문자에서 잘 표현되지 않는 단모음(무함마드-모하메드, 무슬림-모슬렘 등)이 있다.

## 표기 체계

### 초기 표기법
- 에드워드 윌리엄 레인의 Arabic–English Lexicon 8판(London-Edinburgh, 1863–1893). 영향력이 크나 미완성이었다.

### 발음구별부호 및 이중음자 병용
- BGN/PCGN : 1956년 미국 지명위원회(BGN)와 영국 지명상임위원회(PCGN)가 제정한 체계.
- UNGEGN: 1972년 유엔 지명 전문가 그룹(UNGEGN)이 채택한 체계. "베이루트 체계 A형"이라고도 한다.
  - IGN System 1973: 1973년 프랑스 국립지리원이 채택한 체계. "베이루트 체계 B형"이라고도 한다. 프랑스식 표기에 기반하며, 프랑스어가 쓰이는 마그레브와 레바논에서 주로 쓰인다.
- ALA-LC: 미국 도서관 협회와 미국 의회도서관이 1991년부터 발표한 체계. 본래 아랍학자들이 국제 학계에서 사용하던 DMG 및 한스 베어 표기법과 유사하다.
  - EI: 이슬람 백과사전(Encyclopaedia of Islam)의 체계.

### 발음구별부호 전용
- DMG: 1935년 독일 동양학회(Deutsche Morgenländische Gesellschaft)가 제정하여 로마에서 열린 동양학자 국제대회에서 채택되었다
  - DIN 31635: 1982년 독일 표준화 협회가 개발.
  - 한스 베어 표기법: 한스 베어에 의해 개발된 DIN 31635의 수정판.
  - EALL: 아랍 어문학 백과사전(Encyclopedia of Arabic Language and Linguistics)의 체계.
- ISO 233: 1984년 제정된 문자 대 문자 방식 표기법.
- BS 4280: 1968년 영국 표준 협회가 개발.

### ASCII 기반
- ArabTeX: 1992년
- 아랍어 인터넷 표기법(아라비지): 인터넷 시대에 로마자 키보드로 아랍어를 입력하기 위해 생겨난 편의상의 수법

## 예시
아랍어 문어로 된 예시:
| 아랍 문자                         | أمجد كان له قصر                | إلى المملكة المغربية                |
| 발음 구별 기호 포함 (보통 생략됨) | أَمْجَدُ كَانَ لَهُ قَصْر                | إِلَى الْمَمْلَكَةِ الْمَغْرِبِيَّة                |
| IPA                               | [/ʔamdʒadu kaːna lahuː qasˤr/] | [/ʔila‿l.mamlakati‿l.maɣribij.jah/] |
| ALA-LC                            | Amjad kāna lahu qaṣr           | Ilá al-mamlakah al-Maghribīyah      |
| Hans Wehr                         | amjad kāna lahū qaṣr           | ilā l-mamlaka al-maḡribīya          |
| DIN 31635                         | ʾAmǧad kāna lahu qaṣr          | ʾIlā l-mamlakah al-Maġribiyyah      |
| UNGEGN                            | Amjad kāna lahu qaşr           | Ilá al-mamlakah al-maghribiyyah     |
| ISO 233                           | ʾˈamǧad kāna lahu qaṣr         | ʾˈilaỳ ʾˈalmamlakaẗ ʾˈalmaġribiȳaẗ  |
| ArabTeX                           | am^gad kAna lahu qa.sr         | il_A almamlakaT alma.gribiyyaT      |
| 뜻                                | 암자드에게는 궁전이 있었다     | 모로코 왕국을 향해                  |

## 같이 보기
- 아랍어
- 오스만 튀르크 알파벳
- 히브리어의 로마자 표기법
- 페르시아어의 로마자 표기법